# 3. Sinfonie (Bruckner)
Anton Bruckners Sinfonie No. 3 in d-Moll (WAB 103) war Richard Wagner gewidmet und wird gelegentlich auch als Bruckners „Wagner-Sinfonie“ bezeichnet. Bruckner schrieb sie 1873, überarbeitete sie 1877 und ein zweites Mal 1888/89.

## Besetzung
- 2 Flöten, 2 Oboen, 2 Klarinetten, 2 Fagotte
- 4 Hörner, 3 Trompeten, 3 Posaunen
- Pauken
- I. Violine, II. Violine, Bratsche, Violoncello, Kontrabass

Aufführungsdauer:
- Originalfassung ca. 75 Min.
- Zweit- und Drittfassung ca. 55–60 Min.

## Entstehung
Der erste Satz war in der Skizze am 21. Februar 1873 beendet und am 16. Juli in der Partitur, das Adagio am 24. Mai. Das Scherzo trägt den Vermerk „Wien, 11. März 1873“ und das Finale wurde in der Skizze am 31. August im böhmischen Marienbad beendet.
Am selben Tag reiste er nach Bayreuth und legte Wagner sowohl seine 2. Sinfonie als auch sein neuestes Werk in d-Moll (3.) vor, mit der Bitte, die auszuwählen, die ihm besser gefalle, da er diese ihm widmen wolle. Als Bruckner am späteren Tag Wagner auf dessen Einladung erneut aufsuchte, um seine Wahl zu erfahren, wollte Wagner sich etwas Zeit nehmen, die Noten durchzusehen, doch die beiden genossen zu viel Bier, so dass Bruckner sich nach seiner Rückkehr nicht mehr erinnern konnte, welche Wagner gewählt hatte. Die beiden mussten schriftlich klären, welches die gewählte war. Das Verhältnis zwischen den beiden Komponisten war nach diesem Abend aber sehr freundschaftlich.
Auf der letzten Seite der Partitur der 3. Sinfonie hatte Bruckner eingetragen „vollständig fertig 31. Dezember 1873 nachts“. Das Autograph der 3. Sinfonie ist in dieser Form allerdings nicht erhalten, weil Bruckner die Änderungen zur 2. Fassung von 1877 in das Manuskript eintrug und bei der grundlegenden Überarbeitung der Sinfonie einzelne Bögen des Manuskripts ganz austauschte. Zum Glück haben sich die Bögen der ersten Fassung erhalten, so dass sich aus ihnen und den veränderten Bögen des Autographs die erste Fassung (mit Unsicherheiten) wiedergewinnen ließ. 1888 wandte sich Bruckner dieser Sinfonie nochmals zu und überarbeitete sie wiederum grundlegend. Aus diesem Grund existieren nun insgesamt drei Fassungen dieser Sinfonie.
Die erste Fassung wurde durch ihre Wagnerzitate aus Tannhäuser, Tristan und Ring berühmt, die blockweise eingefügt waren und darum ohne Eingriff in die Substanz entfernt werden konnten. Dies verdeutlicht auch die grundlegende Kompositionsweise der ersten Fassung, bei der periodische Abschnitte, die als solche gekennzeichnet sind, durch Pausen und Fermaten voneinander getrennt nebeneinander stehen.

## Zur Musik

### 1. Satz: Mehr langsam, Misterioso
Die Sinfonie beginnt mit der Errichtung eines rhythmisch strukturierten d-Moll-Feldes, in das ein Trompetenmotiv hineinklingt, mit über die Quint fallender Oktave (dieses Motivpartikel wird später als Te Deum bezeichnet und ist dann in jedem Werk Bruckners irgendwo zu finden) und über eine Triole wieder aufsteigend. Dieses markante, aber diskrete, wie von Ferne erklingende Trompeten-Thema wird die Sinfonie später apotheotisch in strahlendem Dur abschließen.
Der Kopfsatz exponiert eigentlich vier Themen anstelle der üblichen drei: das zuvorgenannte homophone Trompetenthema bildet mit einem heterophonen Triolenthema trotz ihres unterschiedlichen Charakters den ersten Themenkomplex, der durch die d-Moll-Sphäre zusammengefasst ist und in einem ff in vollem Orchesterklang mündet:
Der dritte Themenkomplex wird durch eine polyphon ausgearbeitete ruhige Streicherpassage dargestellt.
Den vierten Themenkomplex bildet ein heterophoner Choral. Allen Themen gemeinsam ist eine Triole, die als Keimzelle des thematischen Materials aufgefasst werden kann.
Klare Zäsuren trennen die einzelnen Teile des Satzes.
Der Durchführung der Originalfassung wird ein Teil angehängt, in dem das Kopfmotiv Bruckners 2. Sinfonie mehrfach repetiert wird. Diese Phase wurde später komplett gestrichen.
Die Reprise bringt zunächst das Trompetenthema fast unverändert und anschließend innerhalb der Versionen sehr unterschiedliche Kombinationen der Themen. In der Version von 1888/1889 sind die Themenabschnitte jeweils deutlich verkürzt zugunsten der Übersteigerung des Trompetenthemas in der Reprise.
In der Originalversion wird das Zitat aus der 2. Sinfonie vor der Coda noch einmal aufgegriffen.
In allen Versionen endet der Satz kräftig-monumental mit dem Trompetenthema in D.
Der ungewöhnliche und charakteristische Satzschluss mit offenen Quinten (weder Dur- noch Mollterz im Gesamtklang) findet sich erst ab der Fassung 1876 und nimmt den Schluss des ersten Satzes der
Neunten Sinfonie vorweg.

### 2. Satz: Adagio, bewegt, quasi Andante
Insbesondere dieser Satz ist in Thematik und Aufbau in den diversen Fassungen stark abweichend. Eine erste komplette Überarbeitung nahm Bruckner 1876 vor.
Das Adagio beginnt mit einem diatonischen A-Thema in warmem Streicherklang, beginnend mit zwei steigenden Terzen. Ober- und Unterstimme bewegen sich im gemessenen Choralrhythmus, und das Terzintervall ist bestimmend. Der Bass imitiert den Terzsprung G – Bb der Oberstimme, welcher mit dem F die Quinte der Dominante ansteuert. Über Vorhaltsbildungen in Takt 2 wird wieder die Tonika erreicht. Mit den auftaktigen zwei Achteln zu Ende von Takt 2 löst sich der Bass in abwärts schreitender Viertel-Begleitung von der Tonika. Die Harmonik bewegt sich in den Bereich der Subdominante As-Dur. Darüber erhebt sich die Solovioline in einer auf- und danach absteigenden Figur. Ein seufzerartig absinkender Vorhalt bestimmt Takt 4–8. Eine chromatisch absteigende Bassfigur über c-ces-b-as füllt dabei die Pausen des Seufzermotivs aus. Die Dynamik verebbt in einem Diminuendo bis zum ppp. Es wird nicht die Dominante angesteuert, sondern entfernte Tonarten wie Ces- und Fes-Dur. Darauf folgt ein achttaktiger Abschnitt (Takt 9–17) im Crescendo über halbtönig absteigendem Bass. Die Violinen bringen dazu in den ersten 4 Takten ein auch chromatisch durchsetztes an und aufsteigendes Frage-und-Antwort-Spiel. Und ab Takt 13 eine sich immer höher schraubende Sequenz. Sich abwechselnde, an das Seufzermotiv von Takt 4 ff. erinnernde Holzbläser und die Hörner bereichern das Klangbild zusätzlich. Es folgt eine voll instrumentierte Klimax im ff (Takt 17–20). Diese wird aber sofort von einem dreitaktigen Streicherabschnitt im pp unterbrochen. Diese wurde von Robert Haas mit Verweis auf Bruckners Ave-Maria-Motette von 1856 als „Marien-Kadenz“ charakterisiert. Die zweite Unterbrechung wendet diese Kadenz nach Moll und mündet in einen Dominantseptakkord mit chromatisch vorgehaltener Quinte, der je einmal in den Streichern und den Holzbläsern erklingt (T. 33 & 35); er verweist auf den Zusammenhang des sogenannten Tristan-Akkords.
Der B-Themenkomplex in ¾ umfasst in allen Fassungen ein vielfältiges, zunächst kadenzartiges Harmoniespektrum, ist jedoch grundsätzlich ansonsten in den Fassungen unterschiedlich: in der Urfassung beginnt es mit einer Periode aus kleinen Sekunden, in der Fassung von 1888/89 mit einer Sekunde und anschließenden Skalen. Diese zweite Varianz ist wesentlich origineller und auch emotionaler, gerade in ihren moll-Kadenzteilen drückt sie tiefen Schmerz aus.
Der dritte Themenkomplex C ist eine Gesangsperiode, die Verwandtschaft zu der des Kopfsatzes aufweist. Das folgende Misterioso ist das Herz des Satzes und drückt eine entrückte, mystische Stimmung aus. Bruckner hatte es schon am 15. Oktober 1872, im Gedenken und am Namenstag (Teresa von Ávila) seiner Mutter, komponiert. Es erinnert zunächst an eine Sarabande oder an das Weihnachtslied Es ist ein Ros entsprungen.
Nach der folgenden Verarbeitung der drei Themenkomplexe fügte Bruckner in der Urversion ein Zitat aus Wagners Tannhäuser hinzu, bis er den Satz mit den ersten beiden Themenkomplexen beschließt.
Der Aufbau der späteren Versionen nach dem Misterioso ist wesentlich anders.
In allen Versionen endet das Adagio mit dem diatonischen ersten Themenkomplex.

### 3. Satz: Ziemlich schnell
Der Satz hat den üblichen dreiteilig-symmetrischem Aufbau Scherzo-Trio-Scherzo. Scherzo und Trio sind wie meist bei Bruckner in sich ebenfalls, jedoch unsymmetrisch dreigeteilt.
Der eigentliche Scherzo-Themenkomplex ist mit kraftvollen, affirmierenden Moll-Phrasen auf einem stampfenden Rhythmus, kontrastiert durch ein ländlich-diatonisches Ländlertrio, Prototyp eines brucknerschen Scherzos. Das Hauptthema entwickelt sich aus einem zunächst noch wie ein Einleitungsmotiv behandelten Drehmotiv. Der streicherbasierte Scherzo-Zwischenteil wirkt in seinem gesanglichen Ausdruck schon wie ein Trio. Das Trio selbst ist in Form eines Steierischen Ländlers gestaltet und beginnt mit einem Dialog von Bratschen und 1. Violine
Das Scherzothema erfuhr in den späteren Fassungen an und für sich substantielle metrische Änderungen, die jedoch schon allein aufgrund des schnellen Tempos dem nicht die Partitur mitlesenden Hörer  kaum auffallen dürften.

### 4. Satz: Allegro
Das nur in der Urform etwa 20 Minuten dauernde Finale ist prinzipiell auf drei kontrastierenden Komplexen aufgebaut. Ein quirlig-hektisches Violinenmotiv bestimmt die ersten Takte, welches zumindest als Hintergrund immer wieder im Finale vorkommet. Das eigentliche Finalthema ist eine versteckte Wiederkehr des Trompetenthemas des ersten Satzes (selber Rhythmus) und durch dynamische Intervallsprüngen und der Verwendung der Blechbläsern monumental gestaltet.
%%T257066%
Das folgende Thema ist, typisch für Bruckner, als Doppelthema gestaltet. Ein choralartiges, feierliches Thema in den Bläsern wird mit einem tänzerischen Polka-Thema in den Streichern kombiniert.
%%T257066%
Es folgt ein stark synkopiertes Unisono, bei dem die Bässe den hohen Registern auf irritierende Weise nachschlagen.
Das Doppelthema ist also eingebettet in zwei ernste, kraftvolle, zyklopische Themenkomplexe und kontrastiert dadurch besonders. Die Tonarten variieren von der d-moll-Basis zum Fis-Dur der Polka und dem Des-Dur des Unisono.
Die späteren Fassungen sind erheblich gekürzt, so taucht das Finalthema in der Version von 1888/1889 nur in der Exposition auf. In allen Fassungen endet das Finale grandios mit dem Trompetenthema des Kopfsatzes im siegreichen D-Dur. Charakteristisch ist der Gestus des orchestralen Verstummens vor Einsatz der Schlusssteigerung, der oft als ehrfürchtiges Verneigen vor der Wiederkehr des Hauptthemas gedeutet wird; der Effekt betont dessen Apotheose und unterstreicht den Charakter als Hauptthema der kompletten Sinfonie, auch wenn der Finalsatz im Übrigen drei andere Themen behandelt hat.

## Wirkung
Die Uraufführung der Sinfonie fand am 16. Dezember 1877 in Wien statt und wurde von Bruckner selbst dirigiert. Das Konzert war allerdings ein Desaster. Bruckner war zwar in der Lage, einen Chor zu dirigieren, besaß aber wenig Erfahrung in der Leitung eines Sinfonieorchesters. Das an gute Konzerte gewöhnte Wiener Publikum, das Bruckners Werk zur damaligen Zeit nicht sehr aufgeschlossen gegenüberstand, verließ zu großen Teilen die Konzerthalle noch während der Aufführung. Selbst Orchestermitglieder verließen die Bühne. Einer der wenigen Unterstützer war Gustav Mahler, der einen vierhändigen Klavierauszug der Sinfonie erarbeitete (erschienen am 1. Januar 1880 im Verlag von A. Bösendorfer in Wien) und zum Dank von Bruckner das handschriftliche Manuskript der ersten drei Sätze erhielt. Gustav Mahlers Witwe Alma Mahler-Werfel versuchte vergeblich Ende der 1930er Jahre dieses Autograph an die Nationalsozialisten zu verkaufen, die wegen Adolf Hitlers Interesse an Bruckners Musik europaweit versuchten, die noch verbleibenden Manuskripte zu sammeln. Alma Mahler schmuggelte 1940 das Manuskript mit nach Amerika und versteigerte es nach dem Zweiten Weltkrieg.
Erst die Uraufführung der dritten Fassung am 21. Dezember 1890 in Wien unter der Leitung von Hans Richter wurde zu einem großen Erfolg.

## Überarbeitungen
In den Überarbeitungen nach dem Debakel der Uraufführung nahm Bruckner vor allem Kürzungen an seinem Werk, insbesondere im letzten Satz, vor. Die 1877-Version der Partitur wurde einem Inserat in der „Neuen Presse“ in Wien am 23. Mai 1880 (S. 13) zufolge um diese Zeit von Th. Rättig in Wien publiziert. Erst 1977 wurde das Originalmanuskript publiziert. Noch immer am meisten aufgeführt ist die zusammengestrichene Fassung von 1891, gefolgt von der von 1877. Einige wenige Dirigenten der neueren Zeit wie Georg Tintner oder Johannes Wildner favorisieren die Urfassung von 1873, auch wenn diese sich von den späteren Fassungen deutlich unterscheidet und angefüllt ist mit Wagner-Zitaten, die Bruckner selbst später wieder entfernt hat. Eliahu Inbal, Jonathan Nott, Kent Nagano, Marcus Bosch, Gerd Schaller, Yannick Nézet-Séguin und Simone Young spielten die Urfassung auf CD ein.

## Diskografie (Auswahl)
- 1963: Bernard Haitink, Concertgebouw-Orchester Amsterdam, Philips
- 1967: Eugen Jochum, Symphonieorchester des Bayerischen Rundfunks, DG
- 1970: Karl Böhm, Wiener Philharmoniker, Decca
- 1977: Eugen Jochum, Staatskapelle Dresden, EMI
- 1981: Günter Wand, Kölner Rundfunk-Sinfonie-Orchester, Deutsche Harmonia Mundi/EMI, RCA/BMG
- 1985: Rafael Kubelík, Symphonieorchester des Bayerischen Rundfunks, CBS
- 1985: Riccardo Chailly, Rundfunk-Sinfonieorchester Berlin, Decca
- 1987: Sergiu Celibidache, Münchner Philharmoniker, 1998 EMI
- 1990: Bernard Haitink, Wiener Philharmoniker, Philips
- 1990: Giuseppe Sinopoli, Staatskapelle Dresden, DG
- 1992: Günter Wand, NDR-Sinfonieorchester, RCA/BMG
- 1996: Stanisław Skrowaczewski, Rundfunk-Sinfonieorchester Saarbrücken, Arte Nova/Oehms
- 1998: Georg Tintner, Royal Scottish National Orchestra, Naxos
- 2004: Jonathan Nott, Bamberger Symphoniker (Erste Fassung 1873), Tudor
- 2005: Dennis Russell Davies, Bruckner Orchester Linz, Arte Nova
- 2007: Simone Young, Philharmoniker Hamburg (Urfassung 1873), live 14.–16. Oktober 2006, Oehms Classics
- 2010: Herbert Blomstedt, Gewandhausorchester Leipzig, Querstand
- 2016: Yannick Nézet-Séguin, Staatskapelle Dresden, Urfassung, Profil Edition Günter Hänssler
- 2017: Andris Nelsons, Gewandhausorchester, DG